# Luz Ardiden
Luz Ardiden ist ein Skigebiet auf bis zu 2500 m Seehöhe in den französischen Pyrenäen. Es gehört zum Tourismusort Luz-Saint-Sauveur im französischen Département Hautes-Pyrénées. Bekannt ist der Luz Ardiden im deutschsprachigen Raum vor allem als Radsport-Anstieg, seit er 1985 zum ersten Mal als Etappenziel der Hors Catégorie (höchste Bergwertung) in die Tour de France aufgenommen wurde.

## Das Skigebiet
Das Skigebiet wurde im Jahre 1974 errichtet. Laut Reiseführer wird es besonders gerne von Snowboardern besucht. Das Skigebiet besteht aus den Teilen Aulian und Bederet, die sich auf den Bergen Coums des Aulhères (2168 m) und Arriu Né ausbreiten. Insgesamt stehen markierte 60 Pistenkilometer zur Verfügung. 4 Grüne, 15 Rote, 4 Blaue und 4 Schwarze Pisten. Dieses Skigebiet liegt in unmittelbarer Nähe des französischen Pyrenäen Nationalparks.

## Tour de France
Die 13,4 Kilometer lange Strecke von Luz-Saint-Sauveur nach Luz Ardiden weist einen Höhenunterschied von 1036 m auf und wird „Die Königsetappe“, „Das Kurvenlabyrinth“ oder auch „Der Berg der Spanier“ genannt. Von bislang acht Tour-Etappen, die hier endeten, wurden fünf von Spaniern gewonnen. Das Ziel, die Talstation des Skigebiets, liegt auf 1720 m Seehöhe. Das Profil ist relativ gleichmäßig, die durchschnittliche Steigung beträgt 7,7 %, maximal beläuft sie sich auf 12 %. Die letzten zwei Kilometer sind ideal für Zuschauer, da sich der Abschnitt wie eine Arena ausbreitet. Im Gegensatz zu den meisten wichtigen Anstiegen der Tour ist die Straße kein Gebirgspass, sondern eine Sackgasse.
Bei der Jubiläums-Ausgabe 2003 war die damals 15. Etappe, bei der Luz Ardiden das Etappenziel war, entscheidend für den Ausgang der Tour. Der angeschlagene Lance Armstrong führte mit 15 Sekunden vor Jan Ullrich und stürzte elf Kilometer vor dem Ziel, weil er sich mit dem Bremshebel an der Tasche eines Zuschauers verfing. Mit ihm ging der hinter ihm fahrende Baske Iban Mayo zu Boden. Ullrich konnte ausweichen und nutzte die Situation nicht aus. Er wartete auf den Kontrahenten, wie dieser zwei Jahre zuvor in einer ähnlichen Situation. Doch der gestürzte Träger des Gelben Trikots sammelte sich wieder: Er gewann die Etappe und konnte dabei seine Mitstreiter distanzieren.

### Siegerliste
- 1985  Pedro Delgado
- 1987  Dag Otto Lauritzen
- 1988  Laudelino Cubino
- 1990  Miguel Indurain
- 1994  Richard Virenque
- 2001  Roberto Laiseka
- 2003  Lance Armstrong
- 2011  Samuel Sánchez
- 2021  Tadej Pogačar

## Quelle
1. ↑  Rennradführer: Bürte Hoppe: Tour de France - Ein Reiseführer zu Städten und Strecken, Agon Verlag 2005, ISBN 3-89784-263-7, S. 266